# Мегді Таграт
Мегді Таграт (араб. مهدی طاهرات, нар. 24 січня 1990, Медон) — алжирський футболіст, захисник клубу «Ланс» та національної збірної Алжиру.
У складі збірної — володар Кубка африканських націй 2019 року.

## Клубна кар'єра
Народився 24 січня 1990 року в місті Медон. Починав свою кар'єру футболіста, виступаючи за французькі аматорські клуби «Еврі» та «Сент-Женев'єв», а також за резервну команду «Лілля». У той час він працював у банку.
Влітку 2014 року він став гравцем «Парижа», з яким за підсумками сезону 2014/15 вийшов в Лігу 2. З липня 2016 року Таграт представляв інший паризький клуб «Ред Стар», але вже в кінці серпня того ж року перейшов в команду Ліги 1 «Анже». 17 вересня алжирець дебютував на вищому французькому дивізіоні, вийшовши на заміну в кінцівці гостьового матчу з «Бордо». Втім заграти у вищому дивізіоні Таграт не зумів і на початку 2018 року був відданий в оренду в команду другого дивізіону «Валансьєнн», а влітку того ж року став гравцем іншої команди Ліги 2 «Ланс».

## Виступи за збірну
9 жовтня 2015 року дебютував в офіційних іграх у складі національної збірної Алжиру, вийшовши в основному складі в домашньому товариському матчі проти команди Гвінеї.
У складі збірної був учасником Кубка африканських націй 2019 року в Єгипті, де виходив на поле у двох із семи матчів своєї команди, включаючи вихід на заміну наприкінці фінальної гри змагання, перемога 1:0 у якій дозволила алжирцям здобути другий в історії титул чемпіонів Африки.
| Дата       | Місто         | Господарі | Результат | Гості   | Турнір                                   | Голи | Примітки |
| ---------- | ------------- | --------- | --------- | ------- | ---------------------------------------- | ---- | -------- |
| 9-10-2015  | Алжир (місто) | Алжир     | 1 – 2     | Гвінея  | товариський матч                         | -    | 63'      |
| 13-10-2015 | Алжир (місто) | Алжир     | 1 – 0     | Сенегал | товариський матч                         | -    | 46'      |
| 8-9-2018   | Бакау         | Гамбія    | 1 – 1     | Алжир   | Відбір до Кубка африканських націй 2019  | -    |          |
| 12-10-2018 | Бліда         | Алжир     | 2 – 0     | Бенін   | Відбір до Кубка африканських націй 2019  | -    |          |
| 16-10-2018 | Котону        | Бенін     | 1 – 0     | Алжир   | Відбір до Кубка африканських націй 2019  | -    |          |
| 16-11-2018 | Ломе          | Того      | 1 – 4     | Алжир   | Відбір до Кубка африканських націй 2019  | -    |          |
| 1-7-2019   | Каїр          | Танзанія  | 0 – 3     | Алжир   | Кубок африканських націй 2019 - 1-й етап | -    |          |
| 19-7-2019  | Каїр          | Сенегал   | 0 – 1     | Алжир   | Кубок африканських націй 2019 - Фінал    | -    | 85'      |
| Усього     |               | Матчів    | 8         |         | Голів                                    | 0    |          |

## Титули і досягнення
- Володар Кубка африканських націй (1):

 Алжир: 2019
- Переможець Кубка арабських націй: 2021